# På eget sätt
På eget sätt (i original In His Own Write) är titeln på John Lennons första bok, publicerad för första gången den 27 april 1964. Boken blev en omedelbar framgång och består av korta texter, dikter och teckningar - ofta med surrealistiska inslag. Detta var det första soloprojektet av någon medlem av Beatles och året därpå släppte Lennon boken A Spaniard in the Works, på svenska En spann jord i maskineriet.
I England såldes boken i 50 000 exemplar redan första dagen, vilket ledde till att förlaget lät trycka upp 90 000 exemplar då boken skulle marknadsföras i USA. Sen dess har det tryckts ett flertal upplagor av boken, även i pocketform. 
En pjäs baserad på boken hade premiär i juni 1968, och denna pjäs skrevs tillsammans med Victor Spinetti. Både Spinetti och Lennon medverkade i mindre roller under premiären. 